# Justicia angustata
Justicia angustata är en akantusväxtart som beskrevs av Otto Warburg. Justicia angustata ingår i släktet Justicia och familjen akantusväxter. Inga underarter finns listade i Catalogue of Life.